# Lisa Gjessing
Lisa Kjær Gjessing, née le 4 juillet 1978, est une taekwondoïste handisport danoise. Après quatre titres mondiaux (2013, 2014, 2015, 2017) et trois titres européens (2016, 2018, 2019), elle remporte le titre paralympique en -58 kg lors des Jeux de 2020.

## Carrière
Lors des Mondiaux 2019, elle se casse le bras pendant les quarts.
En 2021, elle est numéro 1 mondiale. Le taekwondo apparaît pour la première fois aux Jeux paralympiques d'été de 2020 et Gjessing remporte la première médaille d'or en -58 kg en battant la Britannique Beth Munro 32-14 en finale.

## Vie privée
Diagnostiquée d'un chondrosarcome (une forme de cancer des os) en 2009, elle doit subir l'amputation d'une partie de son bras droit en 2012.

## Palmarès

### Jeux paralympiques
- médaille d'or en -58 kg aux Jeux paralympiques d'été de 2020 à Tokyo

### Championnats du monde
- médaille d'or en -58 kg aux Championnats du monde 2017 à Londres
- médaille d'or en -58 kg aux Championnats du monde 2015 à Samsun
- médaille d'or en -58 kg aux Championnats du monde 2014 à Moscou
- médaille d'or en -57 kg aux Championnats du monde 2013 à Lausanne
- médaille de bronze en -58 kg aux Championnats du monde 2019 à Antalya

### Championnats d'Europe
- médaille d'or en -58 kg aux Championnats d'Europe 2019 à Bari
- médaille d'or en -58 kg aux Championnats d'Europe 2018 à Plovdiv
- médaille d'or en -58 kg aux Championnats d'Europe 2016 à Varsovie